# October & April
"October & April" är en låt av den finländska rockgruppen The Rasmus och en duett mellan bandets sångare Lauri Ylönen och Anette Olzon från Nightwish. Låten gavs ut som digital singel den 11 november 2009 på iTunes Store och finns även med på The Rasmus samlingsalbum Best of 2001–2009.
Låten spelades in under 2005 och det var från början meningen att den skulle finnas med på The Rasmus nyaste album Black Roses, men var inte det eftersom Ylönen ansåg att låten inte passade på albumet. Texten till låten skrevs av Ylönen och har legat hemma i byrålådan i åtta år till det att den gavs ut. Ylönen beskriver låten som en "mördarballad" med inspiration från Nick Cave/Kylie Minogue-hiten "Where the Wild Roses Grow" från 1995.

## Bakgrund och inspelning

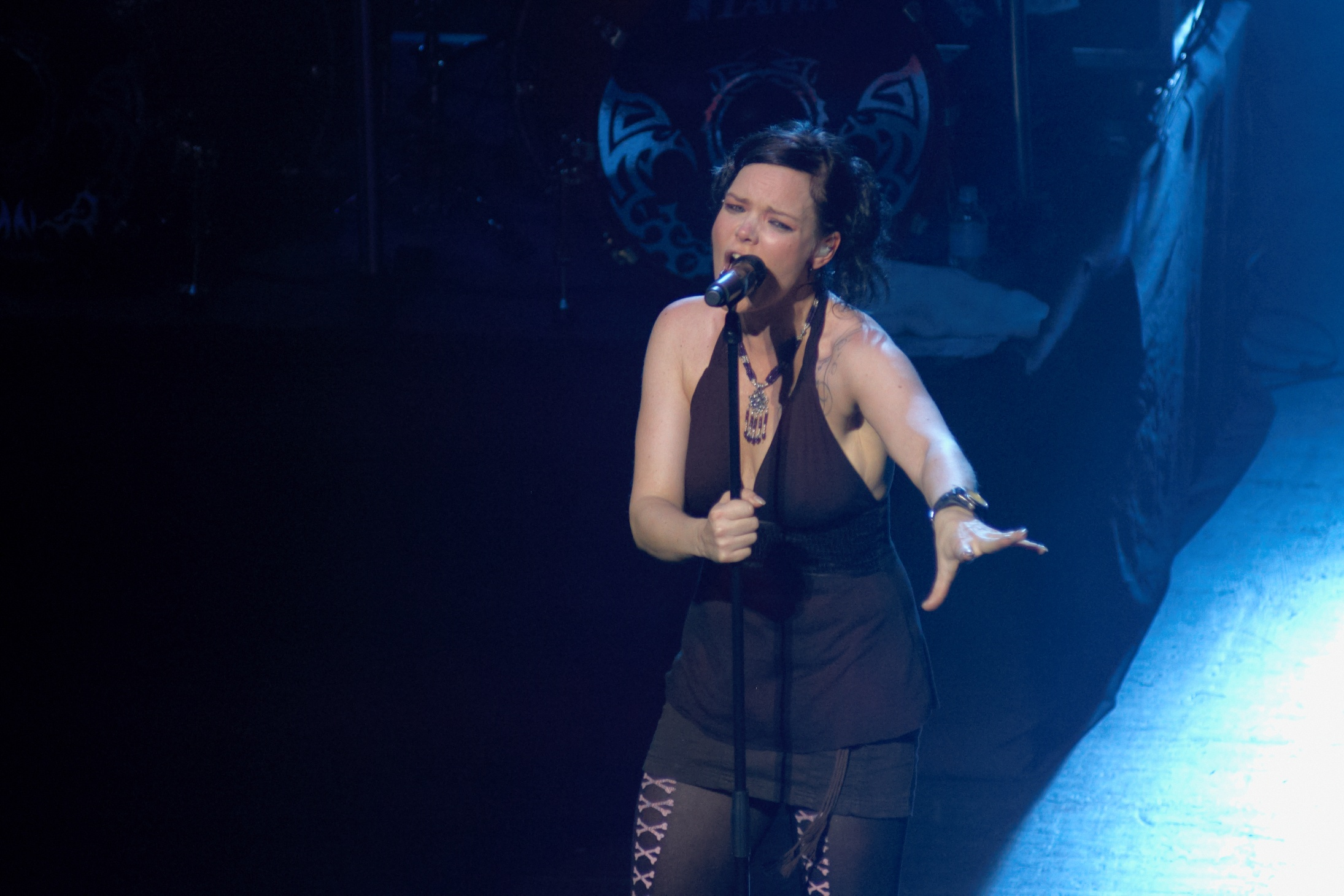
Anette Olzon är nuvarande sångare i symfonisk metal-bandet Nightwish.

Melodin i låtens refräng kommer från början från en demolåt The Rasmus skrev under 1995 som skämtade om alla pojkband som var populära då. Demolåten hade ingen officiell titel, men har av fansen senare blivit refererad till "Don't Shut the Door". Demolåten gavs aldrig ut, utan låg hemma hos Lauri Ylönen i flera år. Under Hide from the Sun-eran 2005 beslöt han sig dock för att spela in låten ordentligt med en annan text. Han bearbetade melodin till vad han själv kallade för en "mördarballad" med orkesterlika stränginstrument. Inspirationen kom från Nick Cave/Kylie Minogue-hiten "Where the Wild Roses Grow" från 1995.
Ylönen frågade först Nightwishs dåvarande sångare Tarja Turunen om hon ville spela in låten med honom, men hon tackade nej. När Anette Olzon hade ersatt henne som sångare ställde han samma fråga till henne, och denna gången blev svaret ja. Inspelningen skedde i NordHansen Studio i Stockholm, i vilken The Rasmus har spelat in tre av sina album i.

## Utgivning
"October & April" var färdiginspelad med Olzons sång inför The Rasmus sjunde album Black Roses (2008), men hamnade inte med på skivan. Ylönen förklarade att Black Roses är ett konceptalbum och att "October & April" därför inte skulle ha passat in bland resten av låtarna. Man var därför länge osäker på huruvida låten skulle ges ut. Trummisen Aki Hakala föreslog att den kunde ligga som b-sida på någon av bandets singlar, men i den finska tidskriften Soundi stod det senare i augusti att "låten är för bra för att släppas som b-sida". Den 29 september 2009 kunde man dock konstatera att låten skulle finnas med på The Rasmus samlingsalbum Best of 2001–2009. Låten läckte ut på Youtube den 3 oktober och den 5 oktober blev det även känt att låten skulle släppas som egen digital singel den 11 november 2009.
Skivomslaget till singeln består av en gråtonad bakgrund i samma färg som samlingsskivan Best of 2001–2009, med texten "October & April – The Rasmus – Featuring Anette Olzon" på. Det är okänt vilket typsnitt texten är skriven i. Under texten syns en svart kråkfjäder, vilket länge har symboliserat The Rasmus karriär, speciellt deras frontfigur Lauri Ylönen som ofta bär kråkfjädrar i sitt hår. Detta kan man se i flera av bandets musikvideor, även den till just "October & April".
| ”                          | Det är en slags ballad, nästan som en nattvisa. Något man skulle kunna sjunga för ett barn - verkligen en vacker och känslosam låt. | „ |
| – Lauri Ylönen, april 2009 | |   |

## Musikvideo
Videon till låten spelades in sent i april 2009 i Helsingfors och regisserades av Owe Lingvall som även ansvarade för The Rasmus senaste video "Justify". Videon hade premiär online exklusivt för medlemmar på The Rasmus officiella community-sajt den 22 oktober 2009, men kort därefter dök den även upp på Youtube. Hela videon spelades in mot greenscreen som sedan byttes ut mot bilden av en storstad fylld med skyskrapor.
I videon får man se Ylönen och Olzon gå mot varandra från två olika håll – Ylönen med mörka kläder, som ska representera "Oktober" – och Olzon med ljusa kläder, som ska representera "April". Under större delen av videon får man bara se de två personerna gå genom staden, och inte förrän i slutet når de till slut varandra. Olzon lägger då sin hand på Ylönens panna innan videon når sitt slut.
Många fans på det internationella The Rasmus-forumet var missnöjda med att det inte hände något i videon, utan att de bara gick mot varandra under större delen av videon.
Axel Söderlund, DOP för musikvideon, gav följande kommentarer om videon innan den hade släppts:
| ”                     | För närvarande kan vi inte avslöja mycket detaljer angående innehåll. Men grundidén bygger på att artisterna går genom denna tomma staden medan deras omgivningar ändras på olika sätt. Fast vi gick omkring mycket. För att få fram detta i en studio utan att behöva ljusa upp enorma områden, köpte vi ett löpband vilket var modifierat och målat helt grönt. Det funkade fint bortsett från ett par felsteg här och där. Så om någon behöver ett grönt löpband kan du låna det av Village Road. | „ |
| – Axel Söderlund, DOP | |   |

## Låtlista
Digital nedladdning
1. "October & April" – 3:53
2. "October & April" (Loaded Gun Remix) – 3:32
3. "October & April" (The Attic Remix) – 8:02
4. "October & April" (Loaded Gun Remix Edit) – 4:39

## Listplaceringar
| Lista (2009)            | Högsta placering |
| ----------------------- | ---------------- |
| Finländska singellistan | 3                |

## Medverkande
The Rasmus
- Lauri Ylönen – sång
- Eero Heinonen – bas
- Pauli Rantasalmi – gitarr
- Aki Hakala – trummor

Gästmusiker
- Anette Olzon – sång

Produktion
- Mikael Nord Andersson & Martin Hansen – produktion, inspelning, mixning (NordHansen Studio, Stockholm)
- Claes Persson – mastering (CRP Recordings)